# Olaf Gruss
Olaf Rainer Gruss (n. 1948 ) es un botánico alemán.
Es un especialista en el género de las orquídeas, : con énfasis en Paphiopedilum, Phalaenopsis, Phragmipedium, especialmente en Alemania, Italia, EE. UU., Brasil, Japón. Desde 1990 es miembro del comité editorial de la revista de la "Sociedad Alemana de Orquídeas" (Deutsche Orchideengesellschaft DOG): ‚Die Orchidee’

## Algunas publicaciones
- Gruss, O; M Wolff. 1995. Phalaenopsis. Ed. Ulmer Eugen. 190 pp. ISBN 3-8001-6551-1
- 2003. DeutschEins+: Bundesweit. Berufsschulen, Berufsfachschulen. Lehr-/Fachbuch. Ed. Bildungsverlag Eins. 208 pp. ISBN 3-427-00349-3
- Wolff, M; O Gruss. 2007. Orchideenatlas. Ed. Ulmer Eugen. 468 pp. ISBN 3-8001-3870-0
- Gruss, O. 2008. Genus Paphiopedilum - Albino Forms’
- Gruss, O; L Röllke. Gro. Kingidium - Art. serie en "Die Orchidee", 1993 (1) - 1995 (3)

- La abreviatura «O.Gruss» se emplea para indicar a Olaf Gruss como autoridad en la descripción y clasificación científica de los vegetales.[1]